# Temple de Neptune (Rome)
Pour les articles homonymes, voir Temple de Neptune.

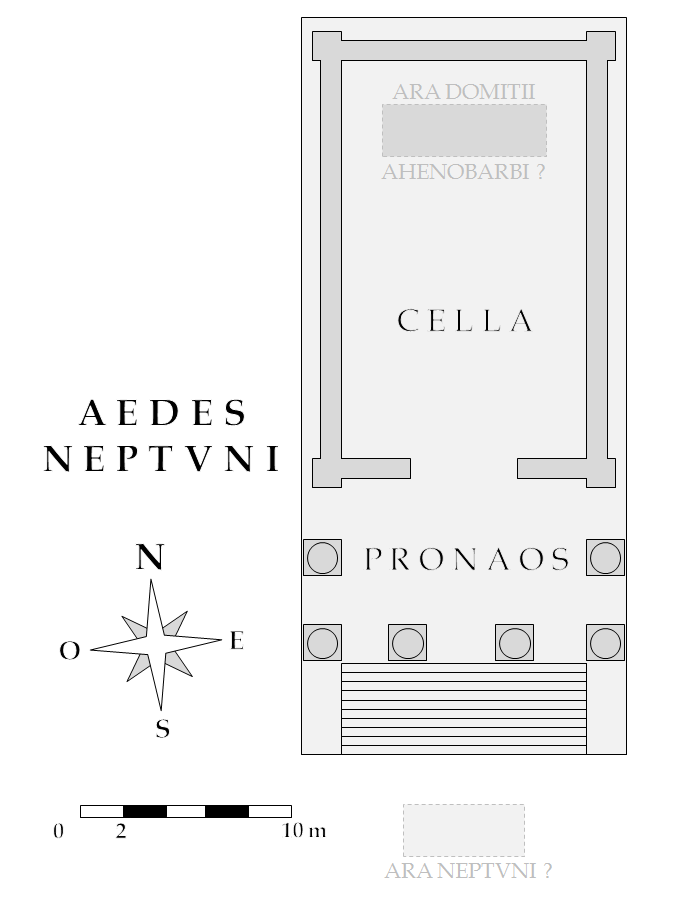
Plan du temple de Neptune.

Le temple de Neptune (en latin : Aedes Neptuni) est un temple romain situé sur le Champ de Mars à Rome et dédié à Neptune, dieu des Mers.

## Localisation
Le temple fait partie des nombreux monuments construits autour du cirque Flaminius, au sud-ouest du Champ de Mars, non loin de la rive gauche du Tibre,, mais sa localisation précise est restée longtemps incertaine (voir le plan). Le temple a été identifié avec les vestiges mis au jour sous l'église de Santa Maria in Poblicolis mais il s'est avéré que ces vestiges correspondent en fait à un temple dédié à Hercules Custos. Le temple de Neptune a finalement été identifié avec les vestiges de blocs de tuf en opus quadratum d'un podium dont seul le flanc occidental a été préservé, près de la Piazza Costaguti,. Le temple semble être lié à un temple de Mars construit à proximité et avec lequel il a pu être confondu. Le temple a pu être enclos dans le portique d'Octavius, mais les deux monuments étant orientés selon des axes différents, cela semble peu probable.

## Fonction
À Rome, le culte de Neptune est lié au Tibre et à la navigation fluviale et maritime. Son temple est construit près du fleuve, non loin des navalia, port fluvial militaire. Les commandants d'une expédition navale se rendaient devant le temple pour offrir un sacrifice avant leur départ.

## Histoire
Un autel dédié à Neptune (ara Neptuni in Circo Flaminio) et situé à Rome est mentionné par Tite-Live à propos d'un prodige (prodigium (es)) dans le livre XXVIII de son Histoire romaine, ce qui correspond à l'année 206 av. J.-C., au milieu de la deuxième guerre punique. Dion Cassius évoque également ce prodige pour l'année 218 av. J.-C. mais qualifie le lieu de culte de temple. La construction de l'édifice semble pouvoir être datée du IIIe siècle av. J.-C.

« Dans une cité troublée par une période de guerre si critique, où l'on faisait remonter aux dieux les causes de tous les événements, favorables ou contraires, on annonçait beaucoup de prodiges : [...] sur le territoire de Rome, un bœuf avait parlé, disait-on, et l'autel de Neptune avait ruisselé de sueur dans le cirque Flaminius [...] »

— Tite-Live, Histoire romaine, XXVIII, 11, 1-4 (lire en ligne).
Entre 129 et 128 av. J.-C., Cnaeus Domitius Ahenobarbus remporte une bataille navale au large de Samos sur Aristonicos, frère du roi Attale III qui a cédé Pergame à Rome par testament. Cette victoire navale a pu être pour lui l'occasion de vouer puis de construire un temple dédié à Neptune, construction qui n'interviendrait qu'en 122, année où il atteint le consulat,. Il s'agit peut-être d'une restauration d'un temple de Neptune qui existe déjà, celui mentionné par Tite-Live et Dion Cassius. La construction du temple a pu être confiée à l'architecte grec Hermodore de Salamine qui a également entrepris l'agrandissement des navalia non loin,.
En 41 av. J.-C., un descendant du consul de 122, qui porte également le nom de Cnaeus Domitius Ahenobarbus, partisan de la République, fait frapper des pièces de monnaie, probablement pour célébrer une victoire navale remportée sur un partisan d'Octave en Adriatique. Sur ces pièces figure à l'avers le portrait de son ancêtre et au revers la représentation d'un temple, probablement celui que ce dernier a dédié à Neptune,. Le temple est peut-être restauré par la même occasion.
Le temple est de nouveau dédié, ainsi que ceux dédiés à Jupiter Stator, Mars, Felicitas et Junon Reine, sous Auguste qui modifie leurs dies natalis (la date anniversaire de leur dédicace originelle) pour tous les fixer au 23 septembre, jour de sa naissance.

## Description
Le temple n'a laissé que peu de traces et on n'a longtemps connu son existence que par des mentions dans les textes antiques et sur des pièces de monnaie. Si on se réfère à un aureus frappé en 41 av. J.-C. par Cnaeus Domitius Ahenobarbus, au revers duquel apparaît une vue en perspective d'un temple suivie de la mention « NEPT CN DOMITIUS L F IMP », il s'agit d'un temple pseudo-périptère tétrastyle se dressant sur un haut podium,. Il pourrait s'agir du delubrum Cn. Domitii évoqué par Pline l'Ancien. Le temple est orienté selon un axe nord-sud, une orientation qui diffère des monuments construits dans la zone comme les portiques d'Octavius et d'Octavie. Cette différence laisse penser que le temple a été construit avant la monumentalisation de cette zone qui débute durant la première moitié du IIe siècle av. J.-C.,
Le temple abrite un groupe statuaire qui fait office de statue de culte attribué à un sculpteur grec appelé Scopas Mineur, artiste néo-attique actif à Rome à la fin du IIe siècle av. J.-C.,. Si on en croît la description qu'en fait Pline l'Ancien, ce groupe met en scène Neptune, Thétis et Achille, accompagnés de Néréides et de Tritons, ainsi que de Phorcus, de son cortège et d'autres monstres marins. L’œuvre se tient sur une grande base rectangulaire dont les quatre côtés sont ornés de panneaux de marbre sculptés. Cette base a longtemps été identifiée comme un autel et a été baptisée « autel de Domitius Ahenobarbus ».

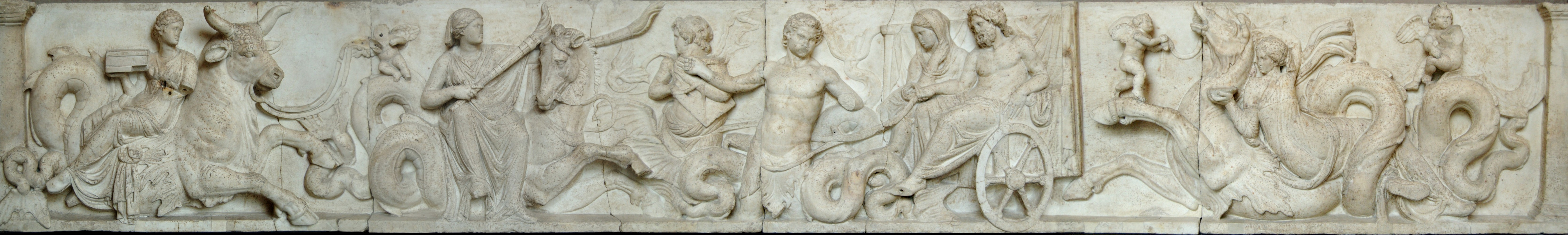
Thiase marin des reliefs dit « de Domitius Ahenobarbus », panneau de devant.